# Cour populaire suprême chinoise
Pour les articles homonymes, voir Cour suprême.
La Cour populaire suprême chinoise (chinois simplifié : 最高人民法院 ; pinyin : Zuìgāo Rénmín Fǎyuàn) est la plus haute cour dans le système judiciaire de la Chine.
Hong Kong et Macao, en tant que  régions administratives spéciales, ont leur propre système judiciaire basé respectivement sur les traditions de la common law et des traditions légales portugaises, et sortent du cadre de la Cour populaire suprême.

## Pouvoirs de la Cour populaire suprême
La Cour populaire suprême de Chine est l'instance judiciaire suprême pour juger de toute affaire civile, pénale ou administratives. Elle n'est toutefois pas compétente pour exercer le contrôle de constitutionnalité et ne vérifie pas non plus la légalité des normes réglementaires.
Conformément à la Constitution, l'Assemblée nationale populaire de Chine nomme le président de la Cour pour un mandat qui a une durée égale à celui de l'Assemblée (art. 124) ; elle peut par ailleurs le relever de ses fonctions (art. 63). Le Comité permanent de l'Assemblée dispose des mêmes pouvoirs de nomination et de révocation en ce qui a trait aux vice-présidents et aux juges de la Cour suprême populaire (art. 67).
La Constitution prévoit en outre que la Cour populaire suprême de Chine est « responsable devant l'Assemblée populaire nationale et son comité permanent » (art. 128). À ce titre, le président présente un rapport des activités de la Cour lors de la séance annuelle de l'APN. Il peut aussi être convoqué de temps à autre par le Comité permanent pour fournir des explications sur un thème donné. Selon Jin Banggui, « le contrôle que peut exercer l'APN ou son Comité permanent sur la Cour suprême reste politique et général, et ne peut intervenir, en aucun cas, sur un dossier précis ou dans une procédure juridictionnelle ».

## Présentation
Le président de la Cour populaire suprême est nommé par l'Assemblée nationale populaire (ANP, parlement). Le président actuel - élu en 2013 - est Zhou Qiang. Il a depuis été réélu en 2018. Avant d'exercer cette fonction, il était premier secrétaire de la Ligue de la jeunesse communiste chinoise entre 1998 et 2006. Il a aussi été le secrétaire du comité Hunan au Parti communiste chinois, qui est le premier responsable de la province centrale de la Chine, et gouverneur de cette province de 2007 à 2010.

## Rôle dans l'approbation des condamnations à mort
Le 30 mars 2006, le ministère chinois de la Justice a annoncé que trois nouveaux tribunaux, spécialisés dans les affaires criminelles et relevant de la Cour populaire suprême - dont la création avait été annoncée en octobre - chargés de réexaminer certaines condamnations à mort formulées par les tribunaux provinciaux, seraient opérationnels dès le 1er avril. Auparavant cette instance d'appel était la plupart du temps du ressort des tribunaux provinciaux eux-mêmes. La Cour populaire suprême, dans le système actuel, ne révisait et ne prenait la décision finale que dans certains cas de condamnations à mort - notamment lorsqu'il s'agissait de crimes économiques - mais déléguait ce pouvoir aux tribunaux provinciaux pour d'autres types d'affaires. La Cour populaire suprême est aussi habilitée à approuver la peine de mort dans les accusations d'espionnage, une décision généralement suivi rapidement de l'exécution du condamné.